# 圣马索 (阿登省)
圣马索（法語：Saint-Marceau，法語發音：[sɛ̃ maʁso]）是法国阿登省的一个市镇，属于沙勒维尔-梅济耶尔区。

## 地理
圣马索（49°42'34"N, 4°43'15"E）面积4.8 平方千米，位于法国大東部大區阿登省，该省份为法国北部内陆省份，西接埃纳省，南至马恩省，东临默兹省，北与比利时接壤。
与圣马索接壤的市镇（或旧市镇、城区）包括：莱萨韦勒、布尔济库尔、沙朗德里-埃莱尔、埃特雷皮尼、拉弗朗什维尔、旺斯河畔圣皮埃尔、弗利兹。

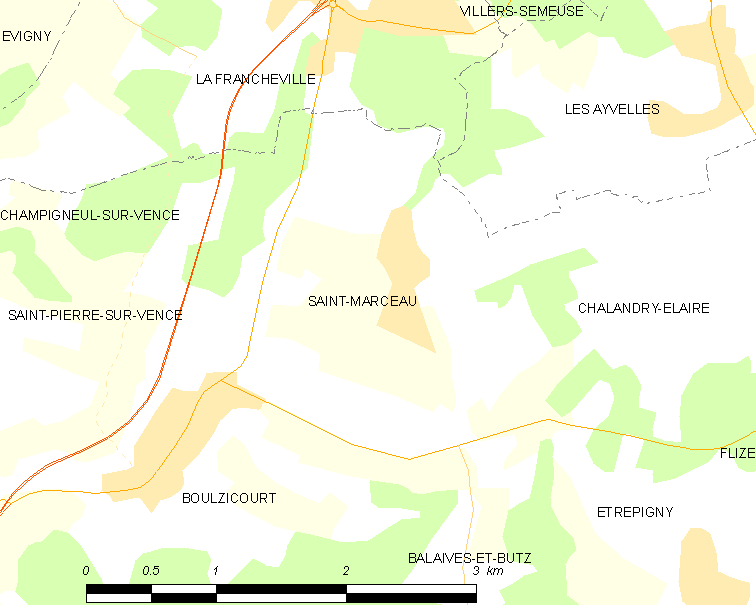
的OSM定位图

圣马索的时区为UTC+01:00、UTC+02:00（夏令时）。

## 行政
圣马索的邮政编码为08160，INSEE市镇编码为08388。

## 政治
圣马索所属的省级选区为默兹河畔努维永县。

## 人口

1962-2008年间人口变化图示

圣马索于2022年1月1日时的人口数量为351人。